# Nieulle-et-Saint-Sornin
Ancienne commune de la Charente-Maritime, la commune de Nieulle-et-Saint-Sornin a existé sous ce nom de 1899 à 1902.
L'ancienne commune de Saint-Sornin a été renommée Nieulle-et-Saint-Sornin en 1899. Ensuite, la commune a été divisée en deux en 1902, pour former les deux nouvelles communes indépendantes de Saint-Sornin et de Nieulle.